# Charles Briggs
Charles Augustus Briggs, född 15 januari 1841 och död 8 juni 1913, var en amerikansk präst.
Briggs blev professor vid Union theological seminary i New York. Han anklagades för bristande renlärighet och suspenderades som präst inom den presbyterianska församling han tillhörde, och övergick då till episkopalkyrkan. Briggs utgav flera arbeten i exegetik och bibelteologi och var en av grundarna av det stora bibelkommentarverket The international critical commentary.